# Arquebisbat de Tànger
L'arquebisbat de Tànger (llatí: Archidioecesis Tingitana) és una seu metropolitana de l'Església catòlica immediatament subjecta a la Santa Seu. En 2014 comptava 2.500 batejats sobre 4.700.000 habitants. En l'actualitat està erigida per l'arquebisbe Santiago Agrelo Martínez, O.F.M.

## Territori
L'arxidiòcesi inclou tot el nord del Marroc a l'antic protectorat espanyol.
La residència de l'arquebisbe és la ciutat de Tànger, on hi ha la catedral de la mare de Déu de Lorda.
El territori està dividit en set parròquies.

## Història
La ciutat de Tànger va ser ocupada permanentment per Portugal en 1471. Al seguici del rei Alfons V havia també Nunius Álvarez, que a partir de 1469 tenia el títol de bisbe de Tànger. La seu va ser erigida canònicament per papa Sixt IV el 21 d'agost de 1472 per la butlla papal Clara devotionis, guanyant territoris per la diòcesi de Ceuta (ara Diòcesi de Cadis i Ceuta). Originalment era sufragània de l'Arxidiòcesi de Lisboa (avui patriarcat).
El 12 de gener de 1514 va cedir una part del seu territori per a la creació del bisbat de Funchal. 29 de setembre de 1540 es va unir a la província eclesiàstica de l'Arxidiòcesi d'Évora. El 9 de juny de 1570 van ser unides les seus de Tànger i Ceuta (ara bisbat de Cadis i Ceuta).
A causa dels conflictes entre la Santa Seu i el Padroado el portuguès, la diòcesi de Tànger-Ceuta va romandre vacant durant algunes dècades a mitjans del segle XVII fins que Roma, el 16 de desembre de 1675 va abolir la unió entre les dues seus i va restablir la diòcesi de Ceuta, a la que es van unir els territoris de l'antiga seu de Tànger, suprimida de forma simultània.
Mentrestant el 28 de novembre de 1630 fou restablida la prefectura apostòlica del Marroc, confiada als franciscans espanyols de la Província de San Diego de Alcalá a Andalusia.
El 13 de juliol de 1693 Propaganda Fide va erigir la prefectura apostòlica en vicariat apostòlic, i en fou nomenat primer vicari apostòlic el franciscà Diego Ortega de Escacena; però la mort d'aquest el 1696 i l'oposició del govern espanyol a l'erecció del vicariat apostòlic van fer fracassar la iniciativa de la Santa Seu.
Això es va produir a costa de la missió al Marroc, que va entrar en una crisi profunda, fins a la primera meitat del segle xix, en aquest moment reduït a un simple hospici a Tànger amb tres germans. L'agost de 1859 van ser enviats al Marroc cinc nous missioners franciscans que van aixecar de nou la missió en aquelles terres.
A principis del segle XX Tànger fou elevada a bisbat titular amb el nom de Tingi, antic nom romà de la ciutat. El 14 d'abril de 1908 pel breu apostòlic Romani Pontifices de Pius X la prefectura apostòlica va ser elevada a Vicariat Apostòlic amb dignitat episcopal.
El 5 de juliol de 1954 va cedir una porció del seu territori (Ifni) per benefici de l'erecció de la prefectura apostòlica del Sàhara Espanyol i de l'Ifni (avui prefectura apostòlica del Sàhara Occidental).
El 14 de novembre de 1956 per la butlla Qui Deo disponente del papa Pius XII el vicariat apostòlic va ser elevat al rang d'arxidiòcesi i va assumir el seu nom actual. Alhora, la seu titular ha estat suprimida.

## Cronologia

### Bisbes de Tànger
- Nunius Álvarez, O.S.B. † (1468 o 27 de febrer de 1469 - 15 de juliol de 1491 finat)
- Diego de Ortiz de Vilhegas † (29 de juliol de 1491 - 3 de maig de 1500 nomenat bisbe de Ceuta)
- João Lobo † (4 de maig de 1500 - 1508 finat)
- Nicolas Pedro Méndez † (4 de març de 1523 - 1542 finat)
- Gonçalo Pinheiro † (23 de novembre de 1542 - 27 giugno 1552 nomenat bisbe de Viseu)
- Francisco Guaresma, O.F.M. † (15 de desembre de 1557 - 1585 finat)
- Diego Corrêa de Souza † (15 de juliol de 1585 - 16 de febrer de 1598 nomenat bisbe de Portalegre)
- Hector Valladares † (11 de març de 1598 - 1600 finat)
- Geronimo de Gouvea, O.F.M. † (24 de gener de 1601 - 1602 dimitit)
- Agostinho Ribeiro † (27 d'agost de 1603 - 29 de juliol de 1613 nomenat bisbe de Angra)
- Antonio d'Aguilar † (21 d'octubre de 1613 - 1632 finat)
- Gonçalvo (Gonzalo) da Silva † (6 de setembre de 1632 - 16 de febrer de 1649 finat)
  - João de Palma † (1647) (bisbe electe)
  - João d'Andrade † (1655) (bisbe electe)
- Seu vacant (1645-1675)

### Prefectes i Vicaris apostòlics
- Beat Juan de Prado, O.F.M. † (1630 - ? finat)
- Diego Ortega de Escacena, O.F.M. † (13 de juliol de 1693 - 1696 finat)
- José Antonio Sabaté, O.F.M. †
- Esteban Basarte, O.F.M. †
- Pedro López, O.F.M. †
- Miguel Cerezal, O.F.M. † (1859 - ?)
- José María Lerchundi, O.F.M. † (1877 - 9 de març de 1896 finat)
- Francisco María Cervera y Cervera, O.F.M. † (1896 - 26 de març de 1926 finat)
- José María Betanzos y Hormaechevarría, O.F.M. † (17 de juliol de 1926 - 27 de desembre de 1948 finat)
- Francisco Aldegunde Dorrego, O.F.M. † (27 de desembre de 1948 - 14 novembre 1956 nomenat arquebisbe)

### Arquebisbe de Tànger
- Francisco Aldegunde Dorrego, O.F.M. † (14 de novembre de 1956 - 17 de desembre de 1973 retirat)
- Carlos Amigo Vallejo, O.F.M. (17 de desembre de 1973 - 22 de maig de 1982 nomenat arquebisbe de Sevilla)
- José Antonio Peteiro Freire, O.F.M. † (2 de juliol de 1983 - 23 de març de 2005 dimitit)
- Santiago Agrelo Martínez, O.F.M., des de l'11 d'abril de 2007

## Estadístiques
A finals del 2013, la diòcesi tenia 2.500 batejats sobre una població de 4.700.000 persones, equivalent al 0,05% del total.
| Any  | Població | Població  | Població | Sacerdots | Sacerdots       | Sacerdots       | Sacerdots             | Diaques | Religiosos | Religiosos | Parròquies |
| ---- | -------- | --------- | -------- | --------- | --------------- | --------------- | --------------------- | ------- | ---------- | ---------- | ---------- |
| Any  | batejats | total     | %        | total     | clergat secular | clergat regular | batejats por sacerdot | Diaques | homes      | dones      |            |
| 1950 | 113.164  | 760.500   | 14,9     | 72        | 22              | 50              | 1.571                 |         | 114        | 221        | 15         |
| 1970 | 25.036   | 1.550.131 | 1,6      | 47        | 2               | 45              | 532                   |         | 77         | 181        | 19         |
| 1980 | 9.750    | 2.072.000 | 0,5      | 25        |                 | 25              | 390                   |         | 31         | 155        | 15         |
| 1990 | 4.400    | 2.506.250 | 0,2      | 15        |                 | 15              | 293                   |         | 19         | 114        | 10         |
| 1999 | 3.000    | 4.000.000 | 0,1      | 10        | 2               | 8               | 300                   |         | 13         | 114        | 10         |
| 2000 | 2.000    | 4.002.100 | 0,0      | 9         | 2               | 7               | 222                   |         | 12         | 111        | 7          |
| 2001 | 2.064    | 4.100.000 | 0,1      | 12        | 2               | 10              | 172                   |         | 15         | 115        | 8          |
| 2002 | 1.681    | 4.100.000 | 0,0      | 10        | 2               | 8               | 168                   |         | 12         | 107        | 8          |
| 2003 | 2.150    | 4.200.000 | 0,1      | 12        | 2               | 10              | 179                   |         | 14         | 101        | 9          |
| 2004 | 2.510    | 4.200.000 | 0,1      | 9         | 2               | 7               | 278                   |         | 11         | 95         | 9          |
| 2007 | 3.300    | 4.330.000 | 0,1      | 10        | 2               | 8               | 330                   |         | 14         | 90         | 9          |
| 2010 | 2.019    | 4.000.000 | 0,1      | 10        | 3               | 7               | 201                   |         | 12         | 87         | 8          |
| 2014 | 2.500    | 4.175.000 | 0,1      | 13        |                 | 13              | 192                   |         | 18         | 76         | 7          |